# Qosqophryne
Qosqophryne é um género de anfíbios da família Strabomantidae. É endémico do Peru.

## Espécies
- Qosqophryne flammiventris (Lehr and Catenazzi, 2010)
- Qosqophryne gymnotis (Lehr and Catenazzi, 2009)
- Qosqophryne mancoinca (Mamani, Catenazzi, Ttito, Mallqui, and Chaparro, 2017)